# Bagdads fall

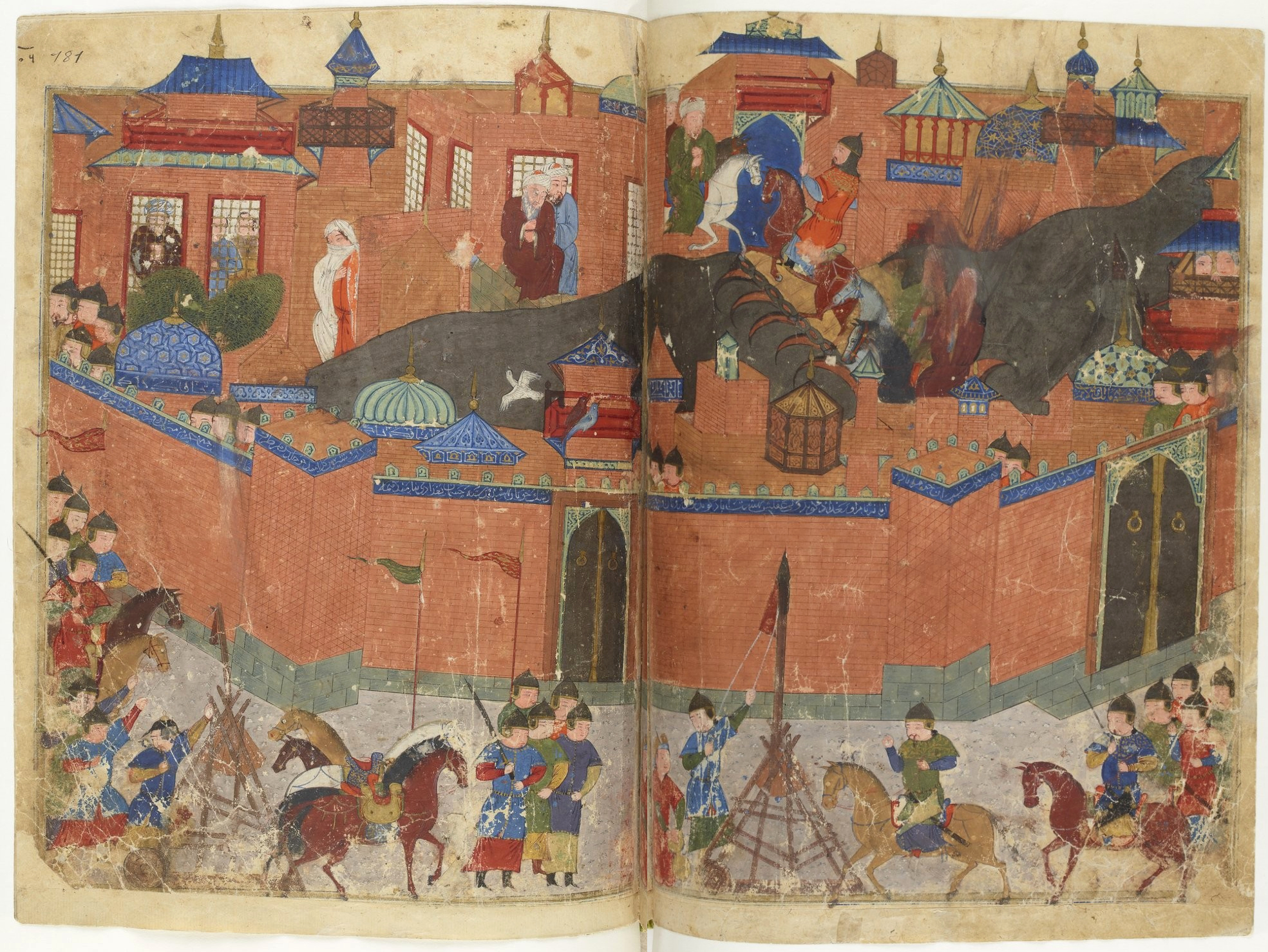
Bagdad 1258.

Bagdads fall den 10 februari 1258 ägde rum när Mongolväldets armé under Hülegü intog Bagdad, huvudstad i Abbasidkalifatet, efter en belägring som varade 29 januari – 10 februari.

## Bakgrund
Mongolerna anföll Abbasidkalifatet efter en serie provokationer från kalifen Al-Musta'sim. Mongolkejsarens bror, prins Hülegü, under under föregående år säkrat mongolernas kontroll över Persien, ett uppdrag som var slutfört sommaren 1257. Hülegü begärde sedan att kalifen skulle underkasta sig mongoliskt övervälde och sända förstärkningar. Förhandlingarna var länge resultatlösa. 
Mongolarmén satte sig därefter i rörelse. 6 december 1257 plundrades Kermanshah. 16 januari 1258 besegrades kalifens armé. 22 januari nådde mongolerna Bagdad. 

## Belägringen
29-30 januari inleddes belägringen. Mongolernas belägringsmaskiner från Kina visade sig effektiva mot stadens murar. 
1 februari gjordes en första inbrytning, som med svårighet slogs tillbaka. 4 februari tog mongolerna kontrollen över stadens östra försvarsverk. Detta demoraliserade staden, och en av kalifens högsta ämbetsmän, dawatdar, gjorde ett misslyckat försök att fly från staden, men tvingades återvända. Kalifen försökte inleda förhandlingar om att ge upp för att rädda staden, men Hulagu vägrade acceptera fred. Stadens garnisons befälhavare och dawatdaren, som sändes ut under förhandlingarna, avrättades av Hulagu. 
7 februari lämnade ett antal deserterande soldater och civilpersoner staden i hopp om nåd, men de blev istället tillfångatagna och delades ut som slavar. Kalifen sände ut sin son och tronföljare prins Ahmed, som lyckades förhandla om fri lejd för kalifen, hans familj och 3000 dignitärer som en del av villkoren för att uppge staden. 

## Stadens fall
Kalifen och hans följe lämnade staden 10 februari, och inhystes i fångenskap i nära Kitbuqas styrkor söder om Bagdad. Hulagu hade bett kalifen att befalla stadens innevånare att lägga ned sina vapen och lämna staden strax före sin avfärd. De stadsbor som lydde befallningen, dödades av mongolerna då de kom ut. 
Bagdad överlämnades 10 februari, men mongolerna begav sig inte in i staden direkt. Hulagu hade beslutat att göra Bagdad till ett varnande exempel, och att utsätta den för plundring och förstörelse. Han gav dock order om att vissa grupper av stadens befolkning skulle skonas: akademiker, sayyider, köpmän som var handelskompanjoner till mongoler, samt de kristna (eftersom Hulagus kristna hustru Doquz Khatun bett honom om det), undantogs från skövlingen, och uppmanades därför att märka dörrarna till sina hus för att mongolerna skulle lämna dem ifred. 

## Skövlingen
13 februari inträdde mongolarmén i staden med tillstånd att härja fritt i en veckas tid. Mongolerna iscensatte en massaker på stadens innevånare. Muslimer uppgav att 800.000 människor dödades, medan Hulagu själv uppskattade dödsoffren till 200.000 personer. Många av de överlevande bortfördes som slavar, med undantag för de skyddade kategorierna. 
15 februari begav sig Hulagu själv in i staden. Han tog med sig kalifen och iscensatte en segerbankett i kalifens palats, där kalifen själv tvingades delta. Kalifen tvingades sedan medverka i en inventering av alla sina tillgångar, som sedan delades upp mellan mongolerna. Bland tillgångarna fanns också medlemmarna i kalifens harem, som uppgick till 1000 eunucker och 700 kvinnor, ur vilka kalifen fick välja 100 att behålla. 

## Avslut
20 februari gav Hulagu order om att skövlingen skulle upphöra. Han lämnade sedan staden efter att ha stationerat 3000 soldater där som ockupationsstyrka. I sitt militärläger utanför Bagdad, lät Hulagu avrätta kalifen inför ögonen på hans familj och kvarvarande hov, genom att rulla in honom i en matta och låta hästar trampa ihjäl honom. Medlemmarna av hans amilj och hov blev därefter antingen dödade eller delade ut som slavar till mongolerna. En medlem av hans familj, Al-Mustansir II, lyckades fly till Egypten där han utropades till kalif, men det var då endast som hederstitel under beskydd av Egyptens sultan. 

## Efterspel
Bagdads fall har ofta kallats för slutet på den så kallade Muslimska guldåldern, då bland annat Visdomens hus förstördes. Det ledde till slutet på Abbasidkalifatet, som ersattes av Mamluksultanatet i Egypten.